# 소성면
소성면(所聲面)은 대한민국 전북특별자치도 정읍시의 면이다. 면적은 29.06km2이고, 인구는 2024년 6월 30일을 기준으로 1,978명이다.   
소성면은 일찍이 백제시대에 고사부리군에 속한 지역이었다. 고려시대에는 939년인 태조 19년에 영주라고 불리는 지역에 속해 있었으며 그 뒤 951년인 광종 2년에는 이 지역에 안남이라고 부르고 도호부를 두었다. 조선시대 1765년인 영조 41년에 고을 터를 고부면 성황산에 자리하게 되었으며 소성면은 고부면에 속해 있었다. 1914년에는 군폐합이 되어 고부군의 18개면이 부안군, 고창군, 정읍군으로 폐합 되었으며 이때 소정면, 성포면이 합쳐져 소성면이 되었다. 1983년 2월 15일 행정구역 개편으로 4개리 10개 마을이 정주시와 입암면에 편입되고, 고창군 성내면 조동리 일부가 소성면에 편입되었으며 1995년 정주시와 정읍군 통합으로 정읍시 소성면으로 명칭이 변경되었다. 또한, 1996년 1월 1일 소성면 주천리 향지마을이 상평동에 편입되어 소성면은 10개리 36개 마을에 53개 자연부락으로 현재에 이르고 있다.  

## 연혁
- 고부군 소정면과 성포면으로 구성
- 1915년 고부군 소정면과 성포면이 소성면으로 병합
- 1919년 소성면 보화리에 면사무소 신축
- 1983년 4개리 10개마을 정주시와 입암면에 편입
- 1989년 소성면 등계리에 면사무소 이전신축
- 1996년 1개마을(향지) 상평동에 편입
- 2009년 중광리 광조마을, 광산마을 법정분리
- 2009년 현재 10개리 36개마을 53개 자연부락

## 문화재 및 관광자원
- 정읍 보화리 석조이불입상 - 보물 제 914호
- 정읍 옥산서원 - 전북특별자치도 문화재자료 제 141호
- 정읍 금동 느티나무 - 전북특별자치도 기념물 제 93호

## 행정 구역
| 법정리명       | 마을유래 | 자연마을 | 비고 |
| -------------- | --- | --- | ---- |
| 보화리(普化里) | 본래 고부군 성포면(聲浦面) 구역인데, 개편 때에 신점리(新店里), 와석리(臥石里), 계동(桂洞), 입석리(立石里)와 원두리(元斗里), 하정리(下井里) 및 소정면(所井面) 춘수리(春水里), 흥덕군(興德郡) 일동면(一東面)의 금평리(錦坪里) 각 일부를 병합하여 보화리라 하고, 정읍군 소성면(所聲面)에 편입하였다. | 1) 삼거(三巨) 마을 2) 보화(菩化) 마을 3) 와석(臥石) 마을 4) 대성(大成) 마을 |      |
| 신천리(新川里) | 본래 고부군 성포면(聲浦面)구역으로, 1914년 행정구역 개편 때, 신천리(新川里), 저동(猪洞)과 삼거리(三巨里), 소성면 부안리(浮雁里), 춘수리(春水里)와 서당리(書堂里)의 각 일부를 병합하여, 중심마을 이름을 따 신천리라 하고, 정읍군 소성면에 편입하였다. | 본래 고부군 성포면(聲浦面)구역으로, 1914년 행정구역 개편 때, 신천리(新川里), 저동(猪洞)과 삼거리(三巨里), 소성면 부안리(浮雁里), 춘수리(春水里)와 서당리(書堂里)의 각 일부를 병합하여, 중심마을 이름을 따 신천리라 하고, 정읍군 소성면에 편입하였다. |      |
| 기린리(麒麟里) | 본래 고부군 성포면(聲浦面) 구역인데, 1914년 행정구역 개편에 따라 기린리(麒麟里), 원두리(元斗里), 후천리(後川里)와 흥덕군 일동면(一東面) 조동(槽洞)의 일부를 병합하여, 그 중심마을 이름을 따 기린리라고 하고, 정읍군 소성면에 편입하였다. | 1) 원두(元斗) 마을 2) 기린(麒麟) 마을 |      |
| 화룡리(化龍里) | 본래 고부군 성포면(聲浦面) 구역인데, 1914년 행정구역 개편 때에 화룡리(化龍里), 용전리(龍田里), 산교리(山橋里), 전곡리(前谷里), 구생리(九生里), 금동(琴洞), 연동(蓮洞)의 일부를 병합하여 화룡리라 하고, 정읍군 소성면에 편입 하였다. | 1) 한정(漢井) 마을 2) 구룡(九龍) 마을 3) 산곡(山谷) 마을 4) 금동(琴洞) 마을 |      |
| 고교리(古橋里) | 본래 고부군 성포면(聲浦面) 구역인데, 1914년 행정구역 개편에 따라 소교리(所橋里), 대고리(大古里), 대석리(大石里), 석우리(石隅里), 주정리(珠井里), 재경리(再慶里), 양천리(陽川里)와 연동(蓮洞), 화룡리(化龍里), 저동(猪洞) 및 남부면(南部面) 회동(會洞) 서부면(西部面) 종암리(鍾岩里) 소정면(所井面) 서당리(書堂里) 각 일부를 병합하여, 대고와 신교를 약칭한 고교리로 하고, 정읍군 소성면에 편입되었다. | 1) 소고(所古) 마을 2) 성고(聲古) 마을 3) 주정(珠井) 마을 4) 재경(再慶) 마을 5) 연천(連川) 마을 |      |
| 주천리(酒川里) | 본래 고부군 소정면(所井面) 구역인데, 1914년 행정구역 개편 때, 주동(酒洞), 반월리(半月里), 행자리(香子里), 와룡리(臥龍里), 대마리(大馬里)를 병합하여 주천리라 하고, 정읍군 소성면에 편입하였다. | 1) 와룡(臥龍) 마을 2) 반월(半月) 마을 3) 주동(酒洞) 마을 |      |
| 등계리(登桂里) | 본래 고부군 소정면(所井面) 지역인데, 1914년 행정구역 개편에 따라, 등계리(登桂里), 내기리(內機里), 대동(大洞)을 병합하여, 중심마을 이름을 따 등계리라 하고 정읍군 소성면에 편입 하였다. | 1) 대동(大洞) 마을 2) 등계(登桂) 마을 3) 마동(馬洞) 마을 |      |
| 중광리(中光里) | 본래 고부군 소정면(所井面) 구역인데, 1914년 행정구역 개편 때, 광산리(光山里), 중광리(中光里), 소원리(所元里), 신광리(新光里)와 성포면(聲浦面) 원청리(源淸里), 상정리(上井里) 및 흥덕군(興德郡) 이동면(二東面) 작천리(鵲川里) 각 일부를 편입하여 중심마을 이름을 따 중광리라 하고, 정읍군 소성면에 편입하였다.                                                                                         | 1) 광조(光照) 마을 2) 신광(新光) 마을 3) 작천(鵲川) 마을 4) 원천(源川) 마을 5) 광산(光山) 마을 |      |
| 용정리(龍井里) | 본래 고부면 성포면(聲浦面)구역인데, 1914년 행정구역 개편 때, 기동(基洞), 외동리(外洞里), 상정리(上井里), 하정리(下井里), 용산리(龍山里)와 대안리(大安里), 입석리(立石里), 계동(桂洞) 및 소정면(所井面) 신광리(新光里) 각 일부를 병합하여, 중심마을 용산과 상?하정리를 약칭한 용정리라 하고, 정읍군 소성면에 편입 하였다.                                                                              | 1) 기정(基井) 마을 2) 외동(外洞) 마을 3) 용산(龍山) 마을 |      |
| 애당리(艾堂里) | 본래 성포면(聲浦面)구역인데, 1914년 행정구역 개편에 따라 애당리(艾堂里), 모촌(慕村), 계화리(桂花里), 죽동(竹洞), 두암리(斗岩里), 용산리(龍山里), 작천리(鵲川里) 및 흥덕군(興德郡) 이동면(二東面) 은동(隱洞), 죽동(竹洞) 각 일부를 병합하여, 중심 마을 이름을 따서 애당리라 하고, 정읍군 소성면에 편입 하였다.                                                                                         | 1) 모촌(慕村) 마을 2) 애당(艾堂) 마을 3) 두암(斗岩) 마을 |      |

## 학교
- 소성초등학교
- 남성초등학교 (폐교) : 소성면 작천1길 56-7 (중광리)
- 소성중학교